# Ансбаське князівство
Ансбаське князівство (нім. Fürstentum Ansbach) — вільне імперське князівство у Священній Римській імперії з центром у франконському місті Ансбах. Правителі князівства з роду Гогенцоллернів носили титул маркграфів Бранденбурзьких, і, відповідно, Ансбаське князівство також називалось Бранденбург-Ансбаським маркграфством (нім. Markgrafschaft Brandenburg-Ansbach).

## Історія

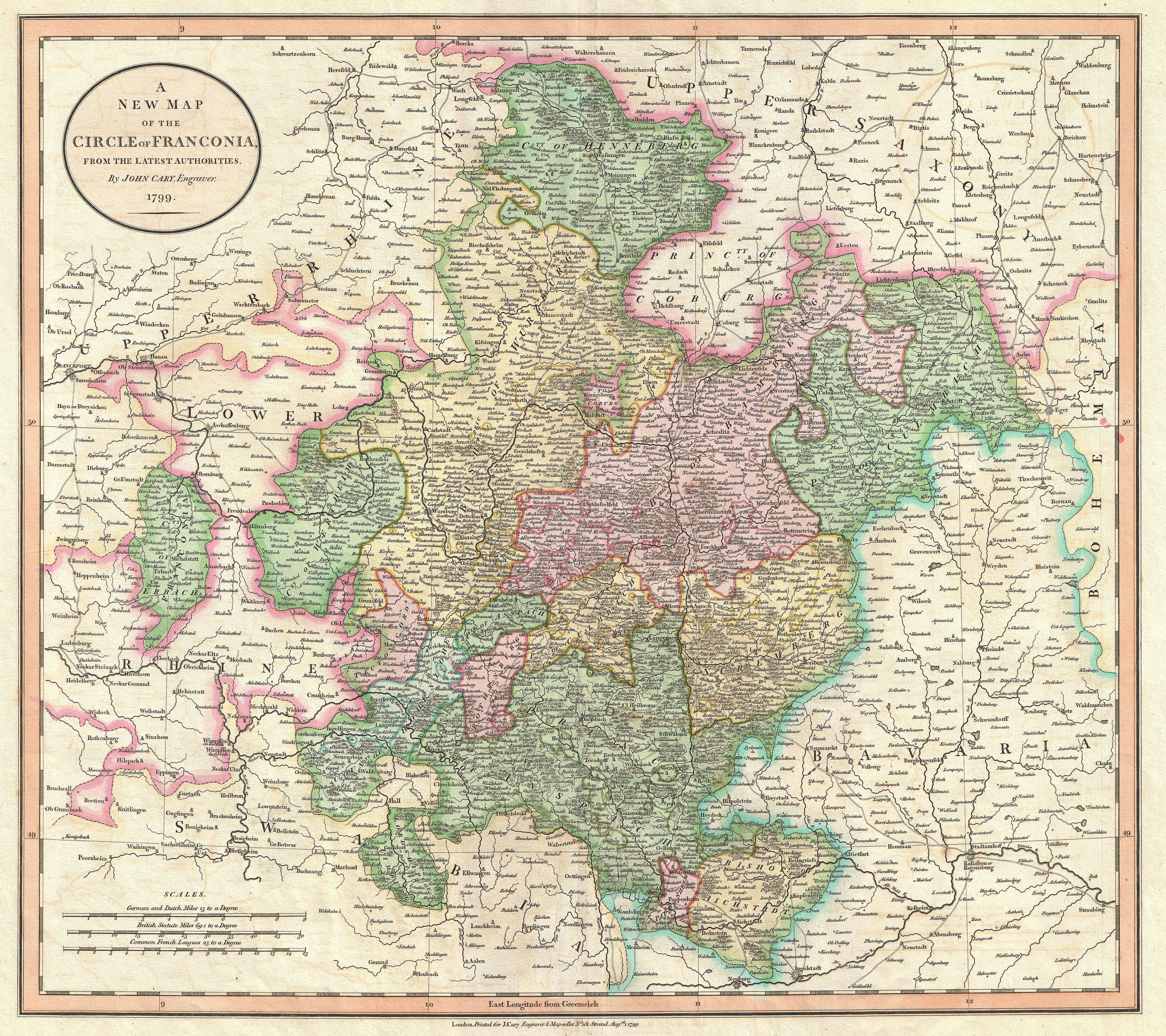
Ансбаське князівство на карті Франконії 1799 року (зеленим)

Князівство засновано 21 січня 1398 року, коли після смерті бургграфа Нюрнберзького Фрідріха V  його землі розділили два його сини. Молодший син Фрідріх VI отримав Ансбаське князівство, а старший Іоанн III отримав Байройтське. Після смерті Іоанна III 11 червня 1420 року, обидва князівства об'єдналися під керівництвом Фрідріха VI, який у 1415 році додатково став курфюрстом Бранденбурзьким Фрідріхом I і об'єднав франконські території навколо Нюрнберга з володіннями в Бранденбурзі в персональній унії.
Після смерті Фрідріха I 21 вересня 1440 року, територію розділили його сини; Іоганн отримав Байройтське князівство (Бранденбург-Кульмбах), Фрідріх — Бранденбурзьке маркграфство, а Альбрехт Ахілл — Ансбаське князівство. Після цього Ансбах перебував у володінні молодших гілок дому Гогенцоллернів, а його правителів зазвичай називали маркграфами Бранденбург-Ансбаськими.
2 грудня 1791 року правлячий князь і маркграф Ансбаський Карл Олександр, який також успадкував Байройтське князівство, продав суверенітет своїх князівств королю Пруссії Фрідріху Вільгельму II. Маркграф був бездітний, а Фрідріх Вільгельм приходився його родичем як голова дому Гогенцоллернів. Маркграф переїхав до Англії зі своєю другою дружиною-англійкою. Ансбаське князівство офіційно анексовано Прусським королівством 28 січня 1792 року.

## Князі та маркграфи Ансбаські
- 1398: Фрідріх VI, бургграф Нюрнберга (з 1415 також курфюрст Бранденбурзький)
- 1440: Альберт Ахілл (з 1470 також курфюрст Бранденбурга)
- 1486: Фрідріх I
- 1515: Георг Благочестивий
- 1543: Георг Фрідріх I
- 1603: Йоахім Ернст
- 1625: Фрідріх III, маркграф Бранденбург-Ансбаський
- 1634: Альберт II
- 1667: Іоганн Фредерік
- 1686: Крістіан Альбрехт
- 1692: Георг Фрідріх II Молодший
- 1703: Вільям Фредерік (до 1686—1723)
- 1723: Карл Вільям Фредерік (1712—1757)
- 1757: Карл Олександр (до 1791)